# Inondazioni nel Queensland (2010-2011)
Una serie di alluvioni colpì il Queensland, in Australia, nel dicembre 2010. Le inondazioni costrinsero migliaia di persone ad abbandonare città e varie località. Circa 90 cittadine sono state colpite dalla forza dell'acqua ed oltre 200'000 sono le persone delle aree interessate. I danni, inizialmente stimati intorno ad un miliardo di dollari australiani, sono poi ammontati a circa 2.38 miliardi. La perdita economica nel PIL australiano è di circa 40 miliardi.
Tre quarti delle aree del Queensland furono dichiarate in stato di calamità. Le comunità tra i fiumi Fitzroy e Burnett furono le più colpite, mentre i fiumi Condamine, Ballone e Mary strariparono ma con danni minori. Un'inaspettata ed improvvisa inondazione, causata da un violento temporale, si riversò sul distretto finanziario di Toowoomba. Gli stessi rovesci si ebbero sulle popolazioni della Lockyer Valley. Pochi giorni dopo, migliaia di case a Ipswich e Brisbane furono inondate dal fiume Brisbane. Dei volontari offrirono il loro aiuto e sostegno anche da lontano, come la Nuova Zelanda. Una grande mobilizzazione dell'Australian Defence Force fu dislocata sui luoghi colpiti e venne messo a disposizione un fondo comune per risolvere i danni. Il capo delle squadre di soccorso fu il sindaco Michael Slater. Venne formata un'autorità col nome di Queensland Recontruction, al fine di coordinare i programmi di ricostruzione delle infrastrutture, mentre un gruppo di esperti monitorava i livelli dei fiumi ed investigava sulle cause del cataclisma.
Il numero delle vittime era di 38 persone. Le attività estrattive del carbone riportarono danni ingenti. Nello stesso periodo, principalmente a gennaio 2011, anche lo stato di Victoria fu colpito da inondazioni, con molti dispersi.